# Малко черноглаво коприварче
Малкото черноглаво коприварче (Sylvia melanocephala) е птица от семейство Коприварчеви (Sylviidae). Среща се и в България.

## Физически характеристики
На дължина достига до 14 cm. Има полов диморфизъм. Мъжкият е с лъскаво-черни глава и бузи. Кожата около очите е червена, останалото оперение отгоре е тъмносиво, а отдолу е белезникаво. Женската е с тъмносива глава и черни бузи.

## Разпространение
Обитава сухи места с храсти.

## Начин на живот и хранене
Храни се с дребни насекоми.